# Prognathodon
Prognathodon var ett släkte mosasaurier som levde under Krita. Namnet betyder "tand ur framkäken". Den är känd för sina robusta drag och den stora variationen i storlek och till viss del utseende som kan ses i dess arter. Dess kvarlevor har påträffats världen över och är kända från Afrika, Europa (inklusive Sverige), Mellanöstern, Nya Zeeland, Ryssland och Nordamerika.

## Beskrivning och paleobiologi

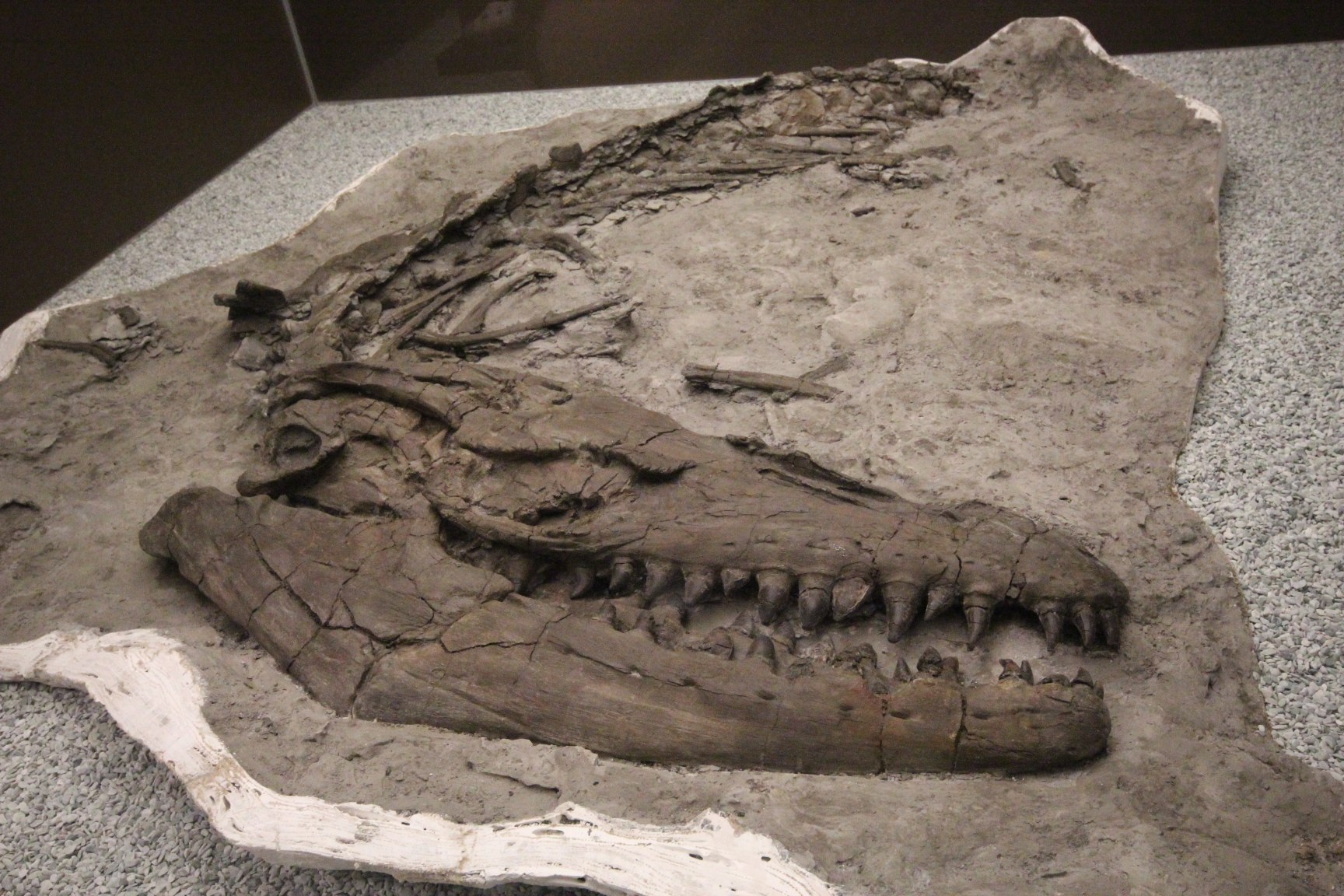
Del av ett fossiliserat skelett, inklusive den robusta skallen hos Prognathodon.

Prognathodon var en mellanstor eller stor mosasaurie beroende på vilken art man kollar på. Den största arten, P. currii kunde möjligen nå storlekar på över 9 meter med en enorm skalle samtidigt som de minsta, såsom P. hashimi eller P. hudae knappt kom över 5 meter. Dess massiva skalle var proportiornerligt större mot kroppen än hos många andra mosasaurier och den hade beniga ringar runt sina ögonhålor vilket indikerar att den levde, eller regelbundet dök till, djupa vatten då sådana ben skyddar ögat vid högt tryck. Dess tänder liknar de hos de triassiska placodonterna och till viss del den relativt närbesläktade Globidens vilket indikerar att Prognathodon livnärde sig på organismer med hårda skal såsom havsköldpaddor och kräftdjur men den kunde troligen även äta kritperiodens stora fiskar vid behov.

### Diet
Ett fossil av "Prognathodon" kianda, en art som troligen egentligen inte borde tillhöra släktet Prognathodon, har bevarat maginnehåll som innehåller kvarlevor av minst tre mosasauriearter, inklusive dess egen. Detta visar att Prognathodon även kan ha jagat andra mosasaurier samt att den kunde vara kannibal.

## Klassificering och arter
Prognathodon klassificeras som en mosasaurie inom underfamiljen Mosasaurinae. Den klassificeras även ibland in i ett tribus i underfamiljen, ibland som en medlem av Globidensini (som även innehåller Globidens och Carinodens, två mosasaurier med ännu mer trubbiga tänder) och ibland som en medlem av dess egen Prognathodonini.

### Arter
Prognathodon är en väldigt artrik mosasaurie, med 11 i nuläget giltiga och erkända arter. Det finns ytterligare arter, däribland "P". kianda och "P". rapax men dessas placering i släktet Prognathodon är tveksam. P. lutugini sågs länge som ett eget släkte, "Dollosaurus", men synonymiserades med Prognathodon då likheterna mellan släktena var överväldigande.

## Källhänvisningar
1. ↑  Johan Lindgren. ”Dental and vertebral morphology of the enigmatic mosasaur Dollosaurus (Reptilia, Mosasauridae) from the lower Campanian (Upper Cretaceous) of southern Sweden”. Bulletin of the Geological Society of Denmark. http://www.lunduniversity.lu.se/lup/publication/dc931132-0b1a-47cd-b377-cc3b396f92a3. Läst 22 Januari 2017.
2. ↑  ”Fossilworks - Prognathodon”. Arkiverad från originalet den 31 mars 2016. https://web.archive.org/web/20160331125942/http://fossilworks.org/bridge.pl?a=taxonInfo&taxon_no=36412. Läst 22 Januari 2017.
3. ↑  Christiansen, P.; Bonde, N. (2002). "A new species of gigantic mosasaur from the Late Cretaceous of Israel". Journal of Vertebrate Paleontology. 22 (3): 629. doi:10.1671/0272-4634(2002)022[0629:ANSOGM]2.0.CO;2.
4. ↑  Strganac, C., Jacobs L., Polcyn M., Mateus O., Myers T., Araújo R., Fergunson K. M., Gonçalves A. O., Morais M. L., Schulp A. S., da Tavares T. S., & Salminen J. (2014). Geological Setting and Paleoecology of the Upper Cretaceous Bench 19 Marine Vertebrate Bonebed at Bentiaba, Angola. Netherlands Journal of Geosciences. 1-16.
5. ↑  D.V. Grigoriev. ”REDESCRIPTION OF PROGNATHODON LUTUGINI (SQUAMATA, MOSASAURIDAE)”. Proceedings of the Zoological Institute RAS Vol. 317, No. 3, 2013, рр. 246–261. https://www.zin.ru/journals/trudyzin/doc/vol_317_3/TZ_317_3_Grigoriev.pdf. Läst 22 Januari 2017.